# Miradolo Terme
Miradolo Terme là một đô thị ở tỉnh Pavia trong vùng Lombardia của Ý, có cự ly khoảng 45 km về phía đông nam của Milan và khoảng 25 km về phía đông của Pavia. Tại thời điểm ngày 31 tháng 12 năm 2004, đô thị này có dân số 3.326 người và diện tích là 9,6 km².
Đô thị Miradolo Terme có các frazioni (các đơn vị trực thuộc, chủ yếu là các làng) Camporinaldo and Terme di Miradolo.
Miradolo Terme giáp các đô thị sau: Chignolo Po, Graffignana, Inverno e Monteleone, San Colombano al Lambro, Sant'Angelo Lodigiano, Santa Cristina e Bissone.